# ダニエル・Z・ロマオルデス空港
ダニエル Z. ロマオルデス空港（ダニエル・Z・ロマオルデスくうこう、英: Daniel Z. Romualdez Airport）は、フィリピン・レイテ島・タクロバンに位置する空港である。DZR空港、タクロバン国際空港とも呼ばれる。

## 歴史

### 第二次世界大戦中
最初は敷設された場所の名前からサン・ホセ滑走路と呼ばれた。第二次世界大戦中にアメリカ空軍によって建設された。

## 就航航空会社と就航都市

### 国内線
| 航空会社               | 就航地                                                           |
| ---------------------- | ---------------------------------------------------------------- |
| フィリピン航空         | ニノイ・アキノ国際空港（マニラ）                                 |
| セブパシフィック航空   | ニノイ・アキノ国際空港（マニラ）、マクタン・セブ国際空港（セブ） |
| エアアジア・フィリピン | ニノイ・アキノ国際空港（マニラ）                                 |

セブパシフィック航空が運航していたイロイロ便は台風30号のため廃止になった。

## 統計
ダニエル・Z・ロマオルデス空港はフィリピンの利用者数が多い空港上位10位以内に入っており、1年間に利用者数が平均2.6%増えている。2013年には空港利用者数が国内8位だった。
| 年度 | 利用者数  |
| ---- | --------- |
| 2001 | 299,292   |
| 2002 | 303,490   |
| 2003 | 283,573   |
| 2004 | 289,669   |
| 2005 | 328,358   |
| 2006 | 399,885   |
| 2007 | 511,322   |
| 2008 | 627,108   |
| 2009 | 892,425   |
| 2010 | 907,347   |
| 2011 | 1,015,797 |
| 2012 | 1,140,000 |

## 画像

台風30号による被害